# The King of Limbs
The King of Limbs (с англ. — «Король Ветвей») — восьмой студийный альбом английской альтернативной рок-группы Radiohead. 18 февраля 2011 года лонгплей был выпущен в цифровом виде, после чего — 28 марта — состоялся релиз на физических носителях: за международную дистрибуцию отвечал лейбл XL Recordings, в Северной Америке выпуском занималась компания TBD Records.
В отличие от своего предшественника, In Rainbows (2007), где использовались более традиционные музыкальные инструменты, The King of Limbs характерен нестандартными песенными структурами и методами записи. Группа создавала альбом под руководством своего постоянного продюсера Найджела Годрича, активно используя электронные сэмплы и лупы. По словам вокалиста Тома Йорка, он был вдохновлён «дикостью и мутациями [природы]». На обложке, созданной фронтменом совместно с художником Стэнли Донвудом, изображены природа и духи, вдохновлённые сказками.
Группа решила не подкреплять пластинку синглами, однако выпустила видеоклип на песню «Lotus Flower» с танцующим Йорком, ставший интернет-мемом. В 2012 году музыканты отправились в международное турне (в ходе которого выступили на нескольких крупных фестивалях) вместе с дополнительным барабанщиком, Клайвом Димером, из-за сложности некоторых аранжировок. Во время подготовки шоу в Торонто часть сцены обрушилась, что привело к гибели техника Скотта Джонсона и травмам ещё троих человек. Из-за этого инцидента европейское турне было перенесено.
Несмотря на то, что экспериментальность материала и небольшой хронометраж пластинки вызвали недовольство части критиков, The King of Limbs был признан одним из лучших альбомов года такими авторитетными изданиями, как The Wire, NME и PopMatters. На 54-й церемонии премии «Грэмми» лонгплей был номинирован в пяти категориях, включая «Лучший альтернативный альбом». За два месяца его тираж превысил 300 000 скачанных копий, а версия на виниле стала бестселлером на родине музыкантов. Физическое издание дебютировало на 7-й строчке британского альбомного чарта и на 6-й в американском хит-параде Billboard 200. Вскоре, в дополнении к основной пластинке был выпущен альбом ремиксов TKOL RMX 1234567, концертный фильм The King of Limbs: Live from the Basement а также песни, «Supercollider» и «The Butcher», не попаявшие в оригинальный релиз. Согласно статистике The King of Limbs — единственный альбом Radiohead, не получивший «золотой» статус в США.

## Предыстория и запись
Работа над альбомом проходила (с перерывами) с мая 2009 по январь 2011 года, под руководством Найджела Годрича, давнишнего продюсера Radiohead. В том числе, в течение трёх недель (в начале 2010-го года), в доме актрисы Дрю Бэрримор в Лос-Анджелесе, где группой была оборудована автономная студия звукозаписи. Во время майских сессий были записаны песни «Harry Patch (In Memory Of)» и «These Are My Twisted Words», однако по музыкальному содержанию (струнный оркестр и рок-группа, без электроники), а также продюсерскому подходу они скорее завершали период In Rainbows.
«Никто из нас больше не хочет ввязываться в эту суету с долгоиграющим альбомом. Уж точно не прямо сейчас. […] С „In Rainbows“ всё получилось, потому что у нас было ясное, чёткое представление куда мы идём. Но каждый из нас сказал, что больше не может нырять в это с головой. Это нас просто убьёт».
Восстановившись после продолжительных гастролей группа страдала от недостатка вдохновения. Музыканты хотели избежать повторения казуса с их предыдущим диском, запись которого сильно затянулась. По словам вокалиста Тома Йорка, они чувствовали — «если мы собираемся продолжать [работать], нам нужно найти какой-то новый подход». Автор обложки, Стэнли Донвуд, отмечал, что теперь у группы был другой период — они находились в постоянном движении. В отличие от In Rainbows, который был «определённым, конкретным высказыванием […] музыканты хотели сделать новый альбом похожим на газету [„когда выходит новый номер, это не значит, что больше новостей не будет“] — показать, чем являлись Radiohead в определённый момент времени, на момент выхода пластинки. […] Музыка не стоит на месте. Мы хотели, чтобы запись это демонстрировала». Мультиинструменталист Джонни Гринвуд говорил: «Мы не хотели брать в руки гитары и сочинять последовательности аккордов. Мы также не желали сидеть за компьютером. Мы хотели чего-то третьего, что включало бы в себя и инструментальное исполнение и программирование». Перед началом записи гитарист Эд О’Брайен отмечал новую для группы «телесность» и происходящие с ними большие перемены, подчёркивая «совершенно новое самоощущение», которое заметили музыканты во время репетиций, буквально «ощутили это кожей».
В то время, как In Rainbows создавался на основе концертных выступлений, The King of Limbs базировался на студийных экспериментах. Йорк стремился отойти от традиционных методов записи песен, чтобы сделать процесс свободнее и быстрее, а также оставить место для спонтанности. После того, как во время пребывания в Лос-Анджелесе они с Годричем заинтересовались диджейским ремеслом, последний предложил провести двухнедельный эксперимент, в ходе которого группа использовала бы только «вертушки» и музыкальный софт, вместо привычной аппаратуры. Группа давно интересовалась музыкой жанра IDM, регулярно продвигая на своём веб-сайте — Dead Air Space — артистов этого направления (таких как Four Tet, Modeselektor и Burial), однако теперь методы работы «электронщиков» должны были проявиться с «беспрецедентной откровенностью и силой». По словам Годрича: «Этот двухнедельный эксперимент в конечном счёте растянулся на полгода. Так и получился этот альбом, вот и вся история». Впоследствии Йорк отмечал, что экспериментируя с над новым материалом, они не думали, что из этого выйдет что-то стоящее, «во всяком случае не полноценная пластинка».
Radiohead создали бо́льшую часть материала на основе лупов и отредактированных инструментальных сэмплов, с помощью софта написанного Гринвудом. Участники группы независимо друг от друга работали над несколькими идеями, потом встречались и «диджеили» вместе — программное обеспечение позволяло им манипулировать музыкой в реальном времени — создавая музыкальные коллажи. Йорк сочинял мелодии и тексты поверх секвенций, сравнивая этот процесс с монтажом фильма. Эд О’Брайен вспоминал: «Иной раз мы находили какую-то замечательную идею, но не могли её развить, как в случае с „Bloom“, и будто упирались в кирпичную стену… Затем [Колин Гринвуд] подбирал подходящую басовую линию, а Том начинал петь. И, внезапно, песня становилась в сто раз лучше». По словам Найджела Годрича, результатом сессий стала «гигантская кипа [сэмплированного материала], на разгребание которой у меня ушло около полутора лет».
24 января 2010 года Radiohead организовали благотворительный концерт в поддержку жертв землетрясения на Гаити, сборы от которого пошли в фонд Oxfam. Выступление группы, проходившее в Голливуде, было выпущено в декабре под названием Radiohead for Haiti и включало исполнение Йорком одной из новых песен, «Lotus Flower», на акустической гитаре. В феврале на благотворительном концерте в поддержку Партии зелёных Йорк исполнил ещё несколько новинок, в том числе «Separator» (тогда называвшуюся «Mouse Dog Bird») и «Give Up the Ghost». Ещё одну композицию из The King of Limbs, «Morning Mr Magpie», ранее можно было послушать на DVD The Most Gigantic Lying Mouth of All Time (2004).

## Музыка и тексты
По словам Тома Йорка, The King of Limbs задумывался как «визуальный» альбом, с текстами («не имеющими сознательно выбранных тем») посвящёнными идеям «дикости» и «мутациям» природы, вдохновлёнными его заботами об окружающей среде. Хотя проблематика экологии всегда играла особую роль в творчестве Radiohead, прежде она никогда не ставилась группой во главу угла. Название пластинки отсылает к древнему дубу из Сэвернейка (Уилтшир), леса (с XII века имеющего статус королевского) расположенного недалеко от Тоттенхем-Хауса, где Radiohead записывали In Rainbows. «Многие из тем, которые мы разрабатывали…», — отмечал Донвуд, «берут своё начало в том времени, когда мы жили в лесах».
Многие комментаторы сошлись во мнении, что пластинка состоит из двух половин: более экспериментальной и более песенной. По мнению обозревателя Rolling Stone The King of Limbs стал альбомом, на котором Radiohead отошли от традиционной рок-музыки и песенных структур в сторону «угрюмой, ритмичной электроники, тягучих баллад и эмбиентной психоделии». Некоторые критики отметили высокое влияние дабстепа. Пластинка наполнена сэмплами, лупами и звуками окружающей среды, такими как пение птиц и дуновение ветра. В статье портала Pitchfork отмечалось, что диск состоял из «агрессивных ритмов, сотканных из изящных кусочков цифрового мусора, механически повторяющихся, но по-человечески необычных; колючих зарослей ударных, украшенных мимолётными вкрапления мелодичных островков». «Ритм — это и есть Король Ветвей», — прояснил в одном из интервью О’Брайен, и именно он «диктует пластинку».
Пластинка начинается с «Bloom» вдохновлённой сериалом «Голубая планета» — её текст полон абстрактных образов природы и океана. В песне — чей грув базируется на нескольких слоях барабанных, гитарных и фортепианных сэмплов — нет куплетов и припевов, Йорк «подобно оракулу» пропевает длинные, протяжные тона, как неспешные, извилистые мелодичные фразы в духе Майлза Дэвиса периода In a Silent Way и Bitches Brew. Звучащие в треке барабанные лупы — наложенные друг на друга, но отличающиеся по скорости — своей психоделичностью напоминают «Tomorrow Never Knows» The Beatles. Бридж исполняется на манер гетерофонии, а ближе к концу в мелодию вплетаются флюгельгорны смешанные с сэмплами струнных, «как-будто камерный оркестр попал в песчаную бурю».
Вторая композиция, «Morning Mr Magpie», выделяется резким стаккато на фоне «наркотического» легато предыдущего трека. Она была впервые исполнена Йорком ещё в 2002 году (тогда называлась «Morning Mi Lord») и первоначально должна была попасть на In Rainbows, но музыканты не смогли довести её до ума. Переработанная версия композиции сохранила характер и большую часть текста. «Нервные» гитары — в песне звучат сразу три — и хай-хэты создают фанковый, перкуссивный фон, «напоминающий одновременно музыку для африканской мбиры и панковский блюз-рок». Басовая партия Колина Гринвуда состоит в основном из четвертных триолей, чтобы усилить полиритмическую структуру произведения.
«Little By Little» единственная композиция в альбоме, имеющая традиционную поп-структуру. Песня содержит элементы свомп-рока и «грязного» фанка: грув поддерживается «тиканьем» трип-хоповых перкуссионных лупов, как будто Massive Attack приехали на каникулы в дельту Миссисипи. Песня наполнена гармониями характерными для творчества Radiohead — тональность часто меняется с ре мажор на ре минор, и во всех трёх частях композиции по-разному акцентируются доли.
Инструментальная композиция «Feral» (несмотря на то, что в ней присутствует обработанные эффектами сэмплированные кусочки вокала Йорка) наиболее ярко демонстрирует влияние на группу клубной диджейской, культуры. Мелодия содержит элементы пост-дабстепа, реггей, эмбиента и даже афро-джаза. По мнению писателя Мака Рэндалла, «Feral» — очень атмосферная композиция, однако ощущается как второстепенный трек и включение её в альбом вызывает вопросы.
Более «задумчивая», вторая сторона The King of Limbs начинается с песни «Lotus Flower». Мелодия базируется на «зловещей партии синтетического баса» и «пронзительном», «шелковистом» фальцете Йорка в духе Принса. Атмосферу задаёт лаконичная, «эмоциональная» фанковая аранжировка из клавишных и ударных. Текс песни содержит буддийскую концепцию «призванную драматизировать конфликт между головой и сердцем»: отсылающей к сравнению человека, осознающего свою буддийскую природу, с раскрывшемся лотосом. Однако, строчка «Всё, чего я хочу, это луну на палке» чаще всего ассоциирующаяся с комиком Стью Ли, намекает на сатирическую подоплёку содержания. По мнению Рэндалла «Lotus Flower» — самая интересная вещь на пластинке.
Шестая композиция — «Codex» — представляет собой фортепианную балладу с богатой аранжировкой и драм-машиной. Оркестровка включает флюгельгорны и «шквалистые» струнные инструменты, напоминающие творчество The Blue Nile периода альбома Hats. В мелодии использован приём обратной реверберации, а фортепианный звук подвергнут частотной обработке. В коде звучит пение птиц «напоминающее шум радиоприёмника». Йорк демонстрирует один из лучших и драматичных образцов своего вокала, наполнив песню эмоциональной глубиной.
Пасторальная атмосфера предыдущей композиции переходит в «Give Up the Ghost» — напоминающую «альтернативную» колыбельную — наполненную нежным вокалом и фолковой акустической гитарой. По мере развития песни к вокальным лупам «Не преследуй меня» и «Не делай мне больно», создающим многослойный закольцованный хорал, добавляются гармонии и контрапункты. В середине песни аккорды (чередующиеся ре мажор и ля минор) меняются «драматическим» переходом — от Bm7 к Fmaj7 и к до мажор. Ближе к концу гитары постепенно стихают и звучат «шуршащие» сэмплы пущенные задом наперёд.
«Separator» (первоначально известная как «Mouse Dog Bird») — «самая оптимистичная» песня из закрывающих альбомы Radiohead. Монотонная мелодия «тяготеющая к бесформенности» сочетает в себе «заунывный вокал с жёстким, ломким» барабанным лупом из одного такта, на фоне одинокой ноты фортепиано, которая отстукивает ритм как метроном словно «вколачивая гвоздь в гармонический центр песни». Текстура постепенно заполняется калейдоскопом «сновидческих» гитарных звуков с сильным налётом реверберации и переборами в духе Нила Янга «странным образом начиная напоминать [музыку] Стиви Уандера 1970-х годов». «Воркующий» вокал Йорка пропущен через эффект аналоговой задержки.
The King of Limbs самый короткий альбом Radiohead, состоящий из восьми треков длиной всего 37 минут. Многие поклонники ставили это группе в упрёк. Однако, по мнению коллектива, идеальный альбом должен длиться около 40 минут, О’Брайен привёл в пример What’s Going On (1971) Марвина Гэя как классическую запись, которая ещё короче. Небольшой хронометраж был оправдан последовавшими дополнительными релизами, что вписывалось в общую концепцию «газеты». Часть критиков и фанатов жаловалась на слабое окончание пластинки, ожидая в качестве финального трека что-то «монументальное или неожиданное и странное». Это мнение разделял писатель Джеймс Дохини заявив, что альбом был бы лучше воспринят публикой если бы заканчивался композицией «Give Up the Ghost», а «Separator» и «Codex» поменяли местами, заметив, что в текущем виде трек-лист «попросту не работает» и выглядит как набор песен без «архитектурного» элемента.

## Обложка
Обложка была создана Йорком совместно со Стэнли Донвудом, давнишним соратником Radiohead. Как и в случае с предыдущими альбомами группы, Донвуд работал в непосредственной близости к музыкантам. Он написал их портреты маслом в стиле Герхарда Рихтера, однако всё забраковал, поскольку «я никогда раньше не писал маслом, и я не Герхард Рихтер, так что всё закончилось фиаско». Между тем новое направление Radiohead подтолкнуло Донвуда к мысли об «огромных разноцветных соборах из деревьев, с звучащей внутри них музыкой, эхом отражающейся от ветвей, пока где-то неподалёку в тумане скрывалась странные живые существа». Вдохновляясь этими идеями они с Йорком нарисовали деревья с глазами, ветвями, ртами и фамильярами, создавая «странных существ с множеством конечностей», вдохновленных северноевропейскими сказками. Некоторые из них — «ни враги, ни друзья… просто часть живого духа леса» — попали на обложку. 
Для специального издания The King of Limbs Донвуд хотел создать что-то «постоянно меняющееся». Он выбрал концепцию газеты, которая выцветает на солнце, из-за её эфемерности. Это отразило «природную» тематику альбома, подчеркнув естественное разложение живых существ. Донвуд черпал вдохновение из бесплатных ежедневных газет и андеграундного самиздата 1960-х годов, наподобие журналов Oz и International Times. Специальное издание включает в себя иллюстрации на промокательной бумаге в виде марок с ЛСД; художник пояснил: «Мне бы не хотелось провоцировать ненужные ассоциации. Даже теоретически, я бы не стал подталкивать людей к чему-то незаконному, за других не скажу… Мне кажется до этого никто не использовал подобные штуки в маркетинговых целях». Специальное издание было номинировано на «Грэмми» в категории «Лучшее оформление боксета или специального лимитированного издания».

## Выпуск и продвижение
Radiohead анонсировали The King of Limbs на своем веб-сайте 14 февраля 2011 года. Альбом был выпущен 18 февраля, на день раньше запланированного срока. Без интервью, синглов, радиоэфиров и рекламы. Релиз предваряло лишь единственное сообщение Эда О’Брайена: «Сегодня пятница… Уже почти выходные… Сегодня полнолуние… Если хотите, можете скачать „The King of Limbs“ прямо сейчас!». Цифровая версия предлагалась за 6 фунтов стерлингов. Цена на специальное «газетное» издание, составляла 30 фунтов стерлингов. Эта версия содержала альбом на компакт-диске и две 10-дюймовые прозрачные грампластинки (с отдельным футляром), перфорированный лист промокательной бумаги с 625-ю крошечными картинками (Мак Рэндалл назвал их «крошечными произведениями искусства»), газету с разными текстами и иллюстрациями, а также, за отдельную плату, код на скачивание цифровой версии альбома. Весь комплект был запакован в оксоразлагаемую пластиковую упаковку, подчёркивающую заботу коллектива об окружающей среде.
По мнению Мэтта Уилкинсона из NME, неожиданный релиз был «гениальным ходом», который вызвал ажиотаж и «заставил фанатов почувствовать себя частью эксклюзивного клуба». Однако заместитель редактора NME Мартин Робисон назвал произошедшее хитрым трюком: «демонстрация антипотребительской позиции для завоевания поклонников, а затем тотальная эксплуатация этой лояльности потребительскими средствами».
В день релиза Radiohead разместили на YouTube клип на песню «Lotus Flower»: монохромное видео с танцующим Томом Йорком. Режиссёром выступил Гарт Дженнингс, а хореографом — Уэйн Макгрегор (штатный хореограф Королевского балета). Видео прогремело в сети моментально породив интернет-мем «Танцующий Том Йорк» (или как описал танец рецензент NME «Чарли Чаплин, которого тыкают острой палкой»), кадры из клипа накладывали на разные песни, а также добавляли к ним различные эффекты. За считанные дни видео стало вирусным, а «#thomdance» стал популярным хэштегом в Twitter. Писатель Джеймс Дохини назвал его «неотразимо привлекательным и странно трогательным», а обозреватель газеты Metro отмечал: «Хотя [Йорк] выглядит так, как будто запутался в собственных руках и ногах и к тому же бьется в припадке, каким-то образом это работает». Также, 18 февраля была запланирована рекламная трансляция на экранах знаменитого Сибуйского пешеходного перехода, однако её отменили по соображениям безопасности.
The King of Limbs был выпущен на CD и виниле 28 марта. В отличие от In Rainbows, физические носители во всём мире были изданы на собственном лейбле группы, Ticker Tape, через который лонгплей был лицензирован другими лейблами — XL Recordings (Великобритания), TBD Records (США) и Hostess Entertainment (Япония). Для продвижения альбома Radiohead придумали бесплатную газету The Universal Sigh, которую распространяли в независимых музыкальных магазинах по всему миру (54 города). 28 марта Донвуд и Йорк раздавали копии лично возле магазина Rough Trade в Восточном Лондоне. Структура The Universal Sigh была создана под впечатление от бесплатных таблоидов, таких как LA Weekly или London Lite, её название было вдохновлено второй строчкой из песни «Bloom». The Universal Sigh печаталась на стандартной газетной бумаге и состояла из 12-ти страниц: со стихами (представляющих собой бессвязную прозу фронтмена), текстами песен, рисунками Донвуда и Йорка (под псевдонимами Захария Уайлдвуд и Дональд Твен) изображающих волнистообразных лесных созданий, а также очерками писателей-натуралистов Джей Гриффитс и Роберта Макфарлейна (чьи произведения «Дебри: Стихийное путешествие» и «Дикие места», соответственно, были посвящены различным аспектам отношений человека с дикой природой и местами удалёнными от современной цивилизации, — географическим, эмоциональным и интеллектуальным). Газета была похожа, но не идентична 36-страничному буклету, включённому в специальное издание альбома, благодаря чему быстро стала предметом коллекционирования.
Музыканты в шутку называли The King of Limbs «первым газетным альбомом в мире», что было связано не только с его визуальной формой. «[Это связано] с ощущением, что музыка не останавливается, — это был как будто бы отчёт о её текущем состоянии», — объяснял концепцию Донвуд, «Что мне нравится в газете, так это её недолговечность, мне нравится, как бумага становится жёлтой и ломкой, если вы оставляете её на солнце… Знаете, когда покупаете газету, и вся эта фигня вываливается? Я хотел сделать что-то действительно раздражающее из этой дряной глянцевой бумаги». В итоге художник согласился на единственный лист глянцевый бумаги для буклета.

### Связанные релизы
16 апреля, в День музыкального магазина, меньше чем через два месяца после релиза пластинки группа выпустила песни «Supercollider» и «The Buthcer» в виде двойного А-сингла на 12-дюймовой пластинке. Композиции были доступны бесплатно для всех, кто приобрёл альбом, послужив компенсацией фанатам недовольным небольшой длиной лонгплея, а также дополнением к общей концепции «газеты». «Supercollider» представляла собой произведение с преобладающими в мелодии синтезаторами в духе киберпанка «Бегущий по лезвию бритвы» и текстом о борьбе с депрессией, в свою очередь менее мелодичная «The Buthcer» базировалась на «агрессивном» бите и яростном тексте — подстать названию.
В июне группой был анонсирован сборник ремиксов посвящённых The King of Limbs от различных электронных исполнителей, которые были выпущены в виде отдельных синглов на виниле. По словам Йорка, Radiohead хотели продолжить экспериментировать с музыкой, предоставив ее профессионалам, и ему нравилась идея, что она не будет «отлита в граните». В сентябре того же года все ремиксы были изданы в составе сборника TKOL RMX 1234567.
Radiohead полностью исполнили The King of Limbs для концертного фильма The King of Limbs: Live from the Basement, выпущенного на DVD и Blu-ray в декабре. Годрич отмечал, что выступление было попыткой снова записать «очень механизированный» альбом и продемонстрировать его с совершенно новой стороны. По общему признанию, выступление в студии Би-би-си в Мейда-Вейл получилось «великолепным, группа словно вдохнула новую жизнь в материал пластинки, и во многих песнях слушателям открылись новые музыкальные грани». 11 февраля 2014 года Radiohead выпустили электронное приложение Polyfauna, в котором содержались музыка и изображения из The King of Limbs.
В 2017 году Radiohead, совместно с композитором Хансом Циммером, записали новую версию «Bloom» для документального сериала о природе Blue Planet II. Композиция «(ocean) bloom» содержит обновлённый вокал Йорка и аранжировку, выполненную концертным оркестром Би-би-си. Музыкант отметил в пресс-релизе, что оригинальная «Bloom» был вдохновлена первой частью сериала Blue Planet. «Здорово, что в итоге, круг замкнулся» — подытожил он.

## Продажи
На веб-сайте Radiohead, где альбом был доступен эксклюзивно в течение почти двух месяцев до физического релиза, количество загрузок составило от 300 000 до 400 000. Менеджер коллектива Крис Хаффорд подсчитал, что его подопечные заработали на The King of Limbs больше денег, чем на любом из их предыдущих пластинок, поскольку бо́льшая часть продаж была осуществлена напрямую через их веб-сайт без участия звукозаписывающей компании.
Розничная версия The King of Limbs дебютировала на 7-м месте в UK Albums Chart, став первым альбомом Radiohead — после пяти подряд — не сумевшим покорить вершину главного чарта Великобритании. Продажи за первую неделю составили 33 469 копий. Версия альбома на виниле, за исключением продаж «специального» издания, разошлась в количестве 20 000 копий (в течение первой половины 2011 года), что составило 12 % от всех проданных грампластинок в Великобритании за этот период. Став самым популярным релизом 2011 года. Согласно статистике продаж грампластинок, в апреле 2015 года The King of Limbs занимал 2-е место среди самых продаваемых альбомов десятилетия в стране.
В США альбом дебютировал на 6-й позиции хит-парада Billboard 200, с тиражом 69 000 копий. На следующей неделе он достиг 3-й строчки (своего пика), прибавив ещё 67 000 экземпляров. К апрелю 2012 года продажи The King of Limbs в США составляли всего 307 000 копий — из-за чего он стал первым альбомом Radiohead, не получившим «золотой» сертификат в этой стране. Столь низкие показатели связывали с релизом пластинки без предварительной рекламы: менеджер Radiohead Брайс Эдж сетовал, что некоторые фанаты не знали, что группа вообще выпустила новый альбом. Ещё одним фактором было то, что многие поклонники уже приобрели электронную версию альбома и в новой уже не нуждались. Цифровые копии альбома и делюксовые экземпляры «газетного» издания (продававшиегося непосредственно через сайт группы) не учитывались при составлении чартов, что, по итогу, отразилось на общей картине низких продаж пластинки.

## Турне
Radiohead начали исполнять The King of Limbs вживую лишь через несколько месяцев после его выхода, так как Йорк хотел доработать материал студии, и потребовалось некоторое время, чтобы подготовить его концертные аранжировки. Для исполнения сложных ритмов группа привлекла дополнительного барабанщика, Клайва Димера, который ранее сотрудничал с Portishead и Get the Blessing. Селуэй так вспоминал об их дуэте: «Это было захватывающе. Один играл в традиционной манере, другой практически имитировал драм-машину. Это было похоже на детскую игру „тяни-толкай“, по-настоящему интересно». После этого группа регулярно приглашала Димера гастролировать с ними.
24 июня 2011 года Radiohead выступили со спонтанным концертом на фестивале Гластонбери (Park stage), исполнив приемущественно новый материал. По словам Джеймса Дохини, это было особенное событие для группы, «и судьба им улыбнулась, а британская погода — нет». У посетившей шоу Рози Свэш остались двойственными впечатлениями, журналистка The Guardian отметила, что аудитория надеялась на старые песни. В сентябре Radiohead отыграли два концерта в нью-йоркском Roseland Ballroom, а также выступили на премьере нового сезона Saturday Night Live и специальном часовом выпуске The Colbert Report. В 2012 году группа совершила турне по Европе, Северной Америке и Азии, попутно поучаствовав в фестивалях Bonnaroo, Coachella и Fuji Rock Festival. Музыканты старались выступать на крытых аренах так как, по словам О’Брайена, «выверенный и детализированный» материал The King of Limbs не подошёл бы для открытых площадок.
16 июня 2012 года во время подготовки к выступлению в торонтском парке Даунсвью рухнула часть сцены, в результате чего погиб техник Скотт Джонсон (отвечавший за подготовку ударных установок) и были ранены ещё трое участников гастрольной команды Radiohead. После переноса гастролей музыканты группы почтили память Джонсона на своём следующем концерте, состоявшемся в июле во французском Ниме. В 2013 году компании Live Nation Canada Inc, ещё двум организациям и одному из инженеров были предъявлены в общей сложности 13 обвинений. После задержки, вызванной неправильным судебным разбирательством, в 2017 году дело было прекращено в соответствии с поправкой Джордана, которая устанавливает временные рамки для рассмотрения дел. Повторное расследование, проведённое в 2019 году, имело вердикт о смерти в результате несчастного случая.

## Отзывы критиков
| Совокупная оценка    | Совокупная оценка |
| Источник             | Оценка            |
| -------------------- | ----------------- |
| AnyDecentMusic?      | 7.6/10            |
| Metacritic           | 80/100            |
| Оценки критиков      |                   |
| Источник             | Оценка            |
| AllMusic             | [ 28 ]            |
| The A.V. Club        | B+                |
| Entertainment Weekly | B                 |
| The Guardian         | [ 104 ]           |
| The Independent      | [ 105 ]           |
| NME                  | 7/10              |
| Pitchfork            | 7.9/10            |
| Q                    | [ 108 ]           |
| Rolling Stone        | [ 109 ]           |
| Spin                 | 8/10              |

The King of Limbs расколол как критиков, так и аудиторию на два лагеря. Рецензии были в основном положительные (на сайте Metacritic рейтинг альбома составляет 80% на основе 40 публикаций), но не восторженные. Общее мнение сводилось к тому, что это был первый альбом зрелого периода Radiohead, на котором они «следуют за другими музыкантами, а не сами указывают путь остальным». Фанаты сетовали на чрезмерную «сложность» музыки, хотя, по словам Джеймса Дохини, во многом материал был прямолинейнее, чем на In Rainbows (например, все песни имеют  стандартный размер 4/4). Писатель подчеркнул, что для записи, в которой участвовали три гитариста, на пластинке было сравнительно мало гитар. «Электронные фактуры, конечно, не всем придутся по вкусу», — «продолжал он, но в принципе их нельзя назвать трудными для восприятия». По мнению Мака Рэндалла, The King of Limbs скорее триумф «саунд-дизайна, чем сонгрйтерство» большинство песен сконструированы, а не вдохновлены, их музыка была умышленно усложнена. «Это прекрасный альбом, но также первый релиз Radiohead, который по праву можно назвать разочаровывающим» — подытожил писатель. 
- «Немного диким на первый взгляд кажется и то, что группы Radiohead, состоящей из пяти чертовски талантливых музыкантов, на The King of Limbs практически не слышно. Том Йорк поёт под какие-то хитроумные барабанные забивки, басовые жужжания и гудения, записанные с минимальным использованием живых инструментов. Периодически можно услышать очень „хэдовские“ кусочки гитары или фортепиано, но эти вкрапления весьма редки. Все эти „звуки из ноутбука“ вызывают ассоциации скорее не с Radiohead, а с сольником Йорка The Eraser, с той лишь разницей, что пластинка-ластик была несколько более щедрой на привязчивые рефрены и мелодические красоты»[112] — Алексей Пономарев, Lenta.Ru.
- «Как и положено, новый диск Radiohead взвинчивает сознание, но странным образом: своей радикальной, почти чудовищной неамбициозностью. Впервые, может быть, за всю историю группы её участники выпустили альбом, записанный без особой выдумки, на чистом музыкальном чутье ― и результат вышел если не увлекательный, то информативный. Radiohead воплотили мечту любого альтернативного и даже авангардного музыканта: покорить мир за счёт последовательного проведения в жизни своих внутренних творческих принципов, без оглядки на конъюнктуру и повестку дня.»[113] — Дмитрий Николаев, Rolling Stone’’.
- «Новая работа группы The King of Limbs меньше всего напоминает манифест или на какой-то вызов публике. Назвав свою новую работу в честь тысячелетнего дуба, по своему настроению диск напоминает путешествие по дремучему лесу к этому самому дубу, которое стартует с „Bloom“.»[114] — Сергей Науменко, Apelzin.Ru.

## Список композиций
| №                   | Название            | Длительность |
| ------------------- | ------------------- | ------------ |
| 1.                  | «Bloom»             | 5:15         |
| 2.                  | «Morning Mr Magpie» | 4:41         |
| 3.                  | «Little by Little»  | 4:27         |
| 4.                  | «Feral»             | 3:13         |
| 5.                  | «Lotus Flower»      | 5:01         |
| 6.                  | «Codex»             | 4:47         |
| 7.                  | «Give Up the Ghost» | 4:50         |
| 8.                  | «Separator»         | 5:20         |
| Общая длительность: | Общая длительность: | 37:24        |

## Чарты
| Чарт (2011)                     | Максимальная позиция |
| ------------------------------- | -------------------- |
| Australian Albums Chart         | 2                    |
| Austrian Albums Chart           | 11                   |
| Belgian Albums Chart (Flanders) | 7                    |
| Belgian Albums Chart (Wallonia) | 8                    |
| Canadian Albums Chart           | 5                    |
| Danish Albums Chart             | 10                   |
| Dutch Albums Chart              | 3                    |
| Finnish Albums Chart            | 13                   |
| French Albums Chart             | 8                    |
| German Albums Chart             | 13                   |
| Greek Albums Chart              | 9                    |
| Irish Albums Chart              | 7                    |
| Italian Albums Chart            | 8                    |
| Japanese Oricon Albums Chart    | 3                    |
| Mexican Albums Chart            | 8                    |
| New Zealand Albums Chart        | 5                    |
| Norwegian Albums Chart          | 4                    |
| Spanish Albums Chart            | 10                   |
| Swedish Albums Chart            | 9                    |
| Swiss Albums Chart              | 8                    |
| UK Albums Chart                 | 7                    |
| US Billboard 200                | 3                    |